# Ein Mann will nach oben
Ein Mann will nach oben ist eine 13-teilige Fernsehserie der Chamier-Film Berlin aus dem Jahr 1978 im Auftrag des ZDF, des ORF und der SRG unter der Regie von Herbert Ballmann. Als Vorlage diente der 1941 geschriebene und 1953 als Buch veröffentlichte gleichnamige Roman von Hans Fallada.

## Handlung
Der nach dem Tod seines Vaters zum Vollwaisen gewordene Karl Siebrecht verlässt im Jahr 1909 sein Heimatdorf in der Uckermark, um nach Berlin zu ziehen und dort Karriere zu machen. In der Eisenbahn lernt er Rieke Busch kennen, eine freche Göre aus dem Berliner Arbeiterbezirk Wedding. Der 16-Jährige und das noch schulpflichtige Mädchen freunden sich trotz ihrer unterschiedlichen Herkunft an. Rieke nimmt Karl, dem das Leben in der wilhelminischen Reichshauptstadt fremd ist, bei sich auf. In der spartanischen Mietwohnung fristen außerdem ihr schwermütiger Vater und ihre kleine Schwester Tilda ein bescheidenes Dasein. Am nächsten Tag wird Karl vom alten Busch mit auf den Bau genommen, um dort als Handlanger zu arbeiten. Nach einem verbalen Disput mit dem Bauherrn Kalubrigkeit über die menschenunwürdigen Lebensumstände der Trockenwohner verliert Karl seinen Job noch am selben Tag. Desillusioniert muss er zum ersten Mal erkennen, dass Ungehorsam gegenüber Höhergestellten einen schnellen gesellschaftlichen Aufstieg unmöglich macht. Seine Sturheit beeindruckt jedoch Kalubrigkeits Schwager Bodo von Senden, der sich für den ehrgeizigen jungen Mann interessiert und ihm zu einer neuen Anstellung als Bauzeichner verhilft.
Der wachsende Optimismus bei Karl und Rieke wird durch den Zustand ihres Vaters getrübt, der seit dem Tod seiner Frau unablässig Trost im Alkohol sucht und infolgedessen arbeitslos wird. Zu allem Überfluss gesellt sich eines Tages der abgemusterte Matrose Kalli Flau hinzu, eine Zufallsbekanntschaft, die Karl aus sozialem Verantwortungsgefühl von der Straße geholt hat. Rieke möchte auch ihren Teil zum Aufschwung beitragen und kauft – angeblich im Auftrag ihrer Mutter – eine moderne Nähmaschine auf Kredit, um Mäntel zu fertigen. Als der Betrug auffliegt, fordert der Händler Hagedorn einen hohen Betrag als Gegenleistung zur Legitimation des Vertrages. Die finanzielle Situation wird zunehmend angespannter, zumal Karl von Kalubrigkeit im Zeichenbüro entdeckt und erneut fristlos gekündigt wird.

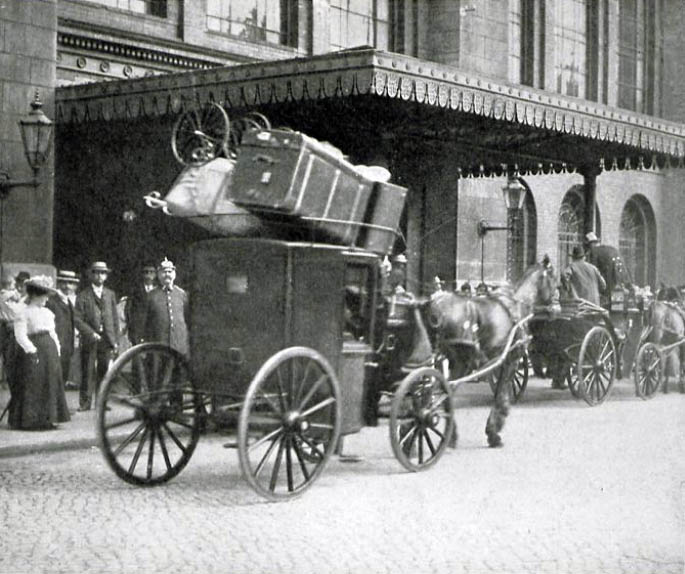
Droschke am Stettiner Bahnhof, wie sie für den Gepäcktransport zwischen den Berliner Bahnhöfen zum Einsatz kam, 1904.

Um sich über Wasser zu halten, helfen Karl und Kalli dem alten Dienstmann Kürass bei der Beförderung des Bahngepäcks. Da Berlin zu Beginn des 20. Jahrhunderts über keinen zentralen Bahnhof verfügt, müssen die Koffer der Passagiere von lizenzierten Gepäckträgern, den sogenannten Rotmützen, mit Handkarren zwischen den Kopfbahnhöfen transportiert werden. Argwöhnisch verfolgen die Dienstmänner die in ihren Augen illegale Hilfe durch Arbeitskräfte ohne gültige Erlaubnis. Zudem möchte Karl die anstrengende und zeitraubende Tätigkeit durch den Einsatz eines Pferdewagens rationalisieren, was den Widerstand nur verstärkt, weil die Gepäckträger um ihre spärlichen aber sicheren Einnahmen fürchten. Karl beschließt, sein Vorhaben auch gegen den Willen der anderen durchzusetzen und mietet beim windigen Fuhrunternehmer Franz Wagenseil ein Gespann. Angeführt vom streitlustigen Widersacher Kiesow ignorieren die Dienstmänner anfangs den am Stettiner Bahnhof wartenden Pferdewagen. Erst ein gewonnener Zweikampf mit Kiesow, bei dem Karl von Kalli schlagkräftig unterstützt wird, verschafft den nötigen Respekt. Die Gepäckbeförderungsfirma Siebrecht & Flau wird aus der Taufe gehoben.
Das Unternehmen floriert schnell und dehnt seine Geschäftstätigkeit auf sämtliche Berliner Bahnhöfe aus. In zunehmendem Maße wird jedoch deutlich, dass Karl einen für ihn wenig vorteilhaften Vertrag mit Wagenseil abgeschlossen hat. Kernproblem ist dabei die eingegangene Verpflichtung, Pferde und Gespanne für teures Geld ausschließlich bei ihm zu beschaffen. So liegt die Arbeitslast bei Karl und seinen Mitstreitern, zu denen inzwischen auch Wagenseils ehemalige Sekretärin Fräulein Palude gehört, während sein Vertragspartner ohne Zutun einen beträchtlichen Anteil kassiert. Von Wagenseils überheblicher Art provoziert, kündigt Karl nach einer heftigen Auseinandersetzung einseitig die Freundschaft. Als Reaktion trifft Wagenseil mit Hilfe des Winkeladvokaten Volker Ziegenbrink eine folgenschwere Entscheidung und liefert nur noch schwache und damit für den Transport ungeeignete Pferde. Nach mehreren Pannen stellt Karl daraufhin den Transport wieder auf Handkarren um. Obwohl alle bis an den Rand der Erschöpfung gehen, ist die Gepäckmenge nicht zu bewältigen. Noch in derselben Nacht bricht die Beförderung zusammen.
Zum wiederholten Male am Tiefpunkt angekommen, erhalten Karl, Kalli und Rieke ein verlockendes Angebot zum Kauf der Weddinger Kneipe Die Funzel. Obwohl Karl misstrauisch ist, unterschreiben die drei unter Zeitdruck den Vertrag und zahlen in bar. Als sich wenig später herausstellt, dass die Immobilie bereits zuvor in betrügerischer Absicht an einen anderen Interessenten verkauft worden ist, nimmt die Verzweiflung dramatische Ausmaße an. Von einem Taxifahrer wird Karl auf die rettende Idee gebracht, Automobile statt Pferdewagen für die Gepäckbeförderung einzusetzen. Er nimmt Kontakt mit dem Automobilhändler Ernst Gollmer auf und besucht ihn in dessen Privatvilla in Grunewald zu einer geschäftlichen Unterredung. Bei dieser Gelegenheit lernt Karl auch Gollmers Tochter Ilse kennen, die Gefallen an ihm findet. Gollmer ist von seinem Vorhaben angetan und bereit, der Firma Siebrecht & Flau mehrere Lastwagen zu liefern, die wegen ihrer gelben Lackierung bald Kanalljenvögel genannt werden. Wagenseil muss einsehen, dass er mit den im Konkurrenzkampf unterlegenen Pferdewagen keinen Trumpf mehr ausspielen kann. Zudem überwirft er sich im Streit mit Ziegenbrink, der als Antwort sämtliche Gläubiger benachrichtigt und Wagenseil endgültig in den Ruin treibt. Karl hingegen begreift, dass seine Firma nicht mehr länger wie ein Familienbetrieb geführt werden kann. Er beabsichtigt, die rückständige Buchhaltung mit Hilfe des neu eingestellten Prokuristen Frenz zu professionalisieren. Fräulein Palude zieht sich daraufhin tief gekränkt zurück. Auch Kalli und Rieke sehen nach einer längeren Aussprache ein, dass ihnen die nötige Einstellung fehlt und pachten stattdessen die Funzel. Obwohl die drei zum ersten Mal getrennte Wege gehen, versuchen sie, den Kontakt aufrechtzuerhalten. Karl schafft dabei den schwierigen Spagat, sowohl die Freundschaft mit Rieke und Kalli als auch die aufkeimende Beziehung zu Ilse Gollmer miteinander in Einklang zu bringen. Doch weder im proletarischen Wedding noch im elitären Grunewald fühlt er sich dauerhaft zu Hause.
Dann beginnt der Erste Weltkrieg. Bevor Karl und Kalli zum Militär einberufen und an unterschiedlichen Fronten stationiert werden, verbringen Karl und Rieke eine Liebesnacht. Gollmer hat sich indes mit Tochter Ilse in die Schweiz abgesetzt. Nach einem Unfall erfährt Ilse, dass sie für den Rest des Lebens kinderlos bleibt. Kalli wird an der Ostfront verwundet und verliert seine linke Hand, während Karl an der Westfront bei einem Himmelfahrtskommando zunächst ein Husarenstück gelingt, anschließend jedoch infolge eines Giftgasangriffes vorübergehend erblindet. Zutiefst demoralisiert gerät er in französische Kriegsgefangenschaft und gilt fortan als verschollen. Als Kalli wegen seiner Invalidität vorzeitig nach Berlin zurückkehrt, findet er Rieke überraschend mit Sohn Karlchen vor. Ungeachtet der Tatsache, dass es sich um Karls Kind handelt, bleibt er bei Rieke und macht ihr einen Heiratsantrag. Die beiden schlagen sich zusammen mit Vater Busch und Riekes herangewachsener Schwester Tilda in der Kneipe mühsam durch die schwere Nachkriegszeit. Da es von Karl immer noch kein Lebenszeichen gibt, beschließt Rieke, Kallis Heiratsantrag anzunehmen. Genau in diesem Moment kommt Karl als Spätheimkehrer aus der Gefangenschaft zurück und erfährt von seiner Vaterschaft. Kalli muss schweren Herzens mit ansehen, wie sein Freund und die überglückliche Rieke wenig später heiraten.
Da das Transportwesen und demzufolge auch Karls Gepäckbeförderungsfirma in den Kriegswirren zusammengebrochen sind, fahren Karl und Kalli abwechselnd Taxi. Karl lässt sich darüber hinaus in gefährliche, aber lukrative Abenteuer mit Freikorps ein, um den Lebensunterhalt zu sichern. Im Jahr 1923 erreicht die Inflation in der Weimarer Republik ihren Höhepunkt. Das Dienstleistungsgewerbe leidet am stärksten, so dass Karl, Rieke und Kalli um ihre Existenz kämpfen müssen. Der ehemalige Pferdehändler Engelbrecht findet in Karl einen idealen Partner, um sein Geschäft voranzutreiben, das aus dem gewinnbringenden An- und Verkauf von Waren aller Art besteht. Auch bei einem weiteren Betrugsversuch seines alten Intimfeindes Wagenseil kann sich Karl behaupten. Nach einer schicksalhaften Begegnung mit Ilse Gollmer erkennt Karl, dass er Rieke nicht liebt. Er verlässt sie und die Ehe wird in beiderseitigem Einvernehmen geschieden. Rieke heiratet Kalli und wird bald von ihm schwanger. Karl verkauft den beiden die Funzel als Hochzeitsgeschenk zu einem symbolischen Preis.
Karl trifft Ilse wieder und steigt bei ihrem Vater, inzwischen im aufstrebenden Flugzeugbau tätig, als Sport- und Kunstflieger in den Betrieb ein. Der alte Gollmer legt den beiden nahe zu heiraten. Als er erfährt, dass Ilse keine Kinder bekommen kann, bricht er zusammen und stirbt. Karl und Ilse starten einen zaghaften Versuch, ihr Leben gemeinsam zu gestalten, kommen gleichwohl zur Überzeugung, dass ihre jeweiligen Charaktereigenschaften keine tragfähige Basis für eine dauerhafte Beziehung bilden. Bodo von Senden, der zuvor eine missliche Affäre mit der jungen einfältigen Sängerin Maria Molina beendet hat, gesteht Ilse seine Zuneigung. Sie überträgt Karl die Geschäfte der väterlichen Firma und heiratet Bodo. Beide adoptieren Karlchen und ziehen auf einen Gutshof in Pommern, um sich der Pferdezucht zu widmen.

## Episodenliste
| Nr. | Titel                  | Erstausstrahlung | Einschaltquoten in Prozent |
| --- | ---------------------- | ---------------- | -------------------------- |
| 1   | Der Start              | 26. März 1978    | 15                         |
| 2   | Vater Busch            | 2. April 1978    | 25                         |
| 3   | Jetzt werden wir reich | 9. April 1978    | 21                         |
| 4   | Haifische              | 16. April 1978   | 19                         |
| 5   | Der Zweikampf          | 23. April 1978   | 10                         |
| 6   | Schinder               | 30. April 1978   | 22                         |
| 7   | Der Durchbruch         | 7. Mai 1978      | 22                         |
| 8   | Kanalljenvögel         | 14. Mai 1978     | 16                         |
| 9   | Siegreich woll’n wir … | 21. Mai 1978     | 11                         |
| 10  | Die tödlichen Jahre    | 28. Mai 1978     | 21                         |
| 11  | Fehlschläge            | 4. Juni 1978     | 14/17                      |
| 12  | Dunkle Geschäfte       | 11. Juni 1978    | 17                         |
| 13  | Letzte Runde           | 18. Juni 1978    | 12                         |

- Erstausstrahlung im ZDF
- Wiederholung im ZDF: Dezember 1980 bis März 1981
- Wiederholungen auf 3sat: Dezember 1984 bis Januar 1985, Dezember 1986 bis Februar 1987, November 1989 bis Januar 1990, Juli bis Oktober 1993, Oktober 2002 bis Januar 2003

## Hintergrund

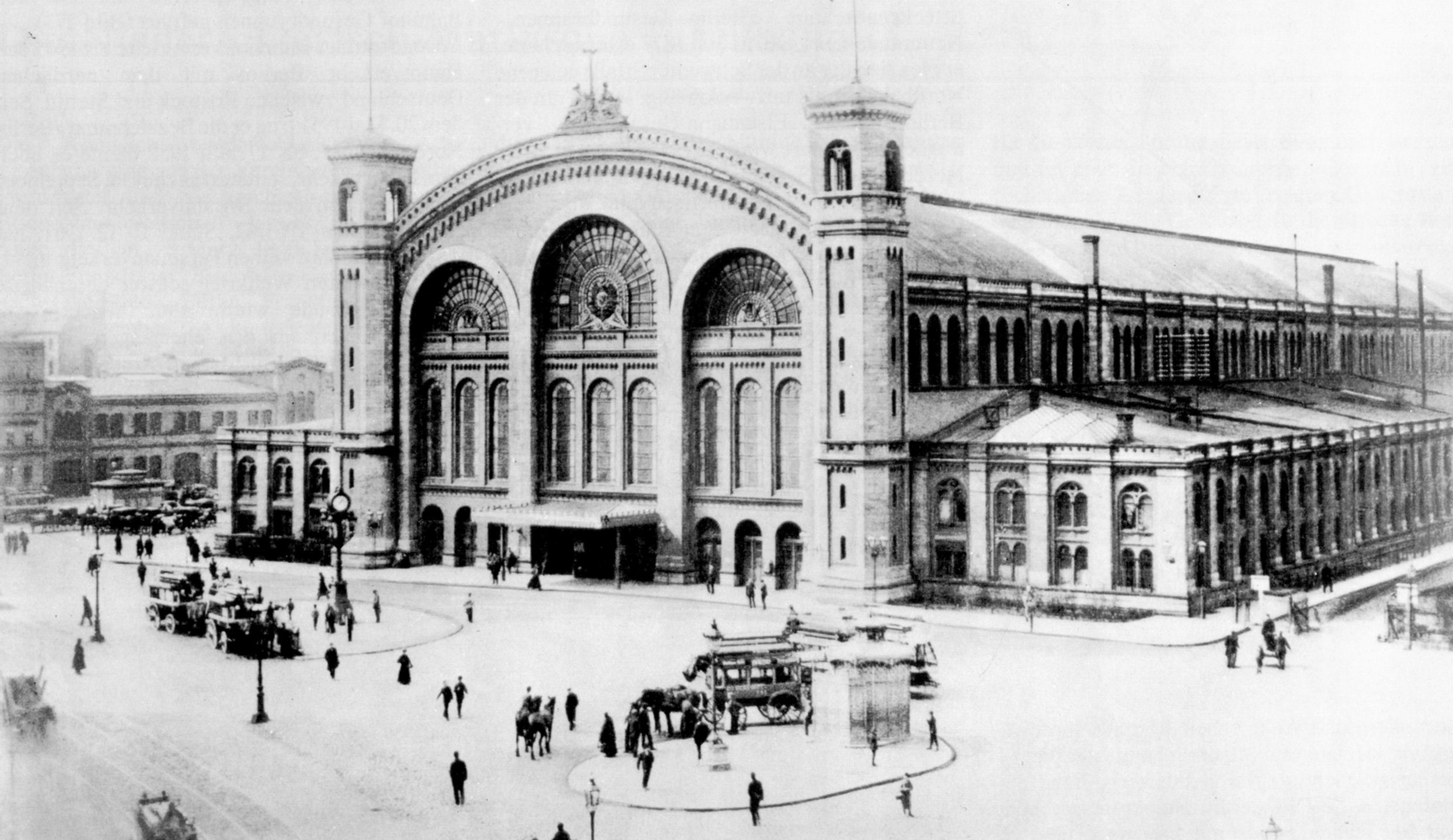
Stettiner Bahnhof um 1875

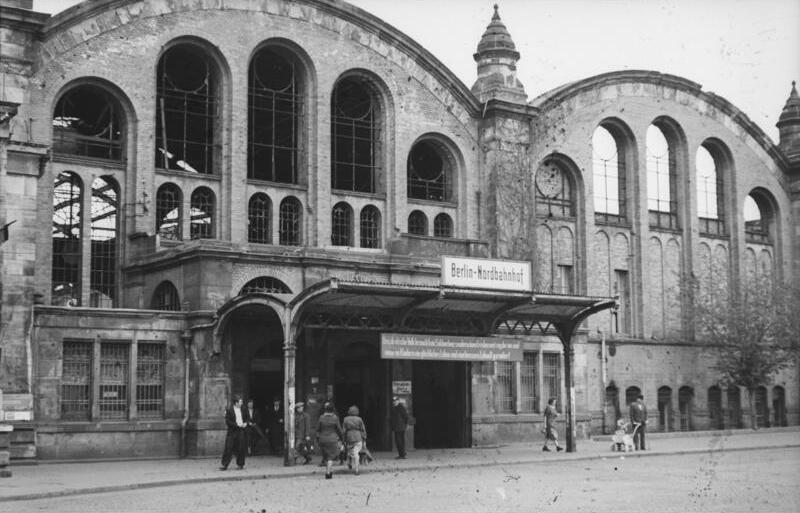
Haupteingang zum Nordbahnhof im April 1952

Berlin hatte wie alle anderen europäischen Metropolen keinen zentralen Hauptbahnhof. Die Fernbahnhöfe waren Kopfbahnhöfe, die meist nach dem Reiseziel benannt waren und am Rand des eng bebauten Stadtkerns lagen, der schon vor dem Zeitalter der Eisenbahn eine größere Ausdehnung erreicht hatte. Dazu zählten der Lehrter Bahnhof, der Anhalter Bahnhof und der Görlitzer Bahnhof. Die Reisenden mussten wegen der Ausdehnung der Stadt sehr weite Wege beim Umsteigen auf andere Linien zurücklegen. Passagiere nahmen entweder Pferdedroschken oder die Straßenbahn, waren jedoch gezwungen, die früher oft zahlreichen und voluminösen Gepäckstücke von Dienstmännern separat transportieren zu lassen. Die im Zweiten Weltkrieg überwiegend schwer beschädigten Anlagen und Strecken der Kopfbahnhöfe wurden wegen der durch die Teilung Deutschlands abgeschnittenen bzw. veränderten Verkehrsströme nicht wiederaufgebaut.
Die Handlung im Roman und in der Verfilmung ist insbesondere zum Ende nicht deckungsgleich. So reicht die Geschichte im Buch bis in das Jahr 1931, während die letzte Folge des Fernsehfilmes um 1925 endet.

## Schauplätze und Drehorte
Viele Aufnahmen entstanden im bekannten Bergmannkiez im westlich gelegenen Bereich des Berliner Ortsteiles Kreuzberg, umgangssprachlich Kreuzberg 61 genannt. Die Gebäude rund um den Chamissoplatz trugen im Vergleich zu anderen Gebieten im Westteil der Stadt kaum Schäden aus dem Zweiten Weltkrieg davon. Einer Drehgenehmigung im damaligen Ost-Berlin und der DDR standen oftmals politische Gründe entgegen. Ausnahmen bilden die Sequenzen aus dem Ersten Weltkrieg, welche mit Unterstützung der DEFA auf einem Übungsplatz der Volkspolizei bei Neuruppin entstanden.

### Stettiner Bahnhof und Eichendorffstraße

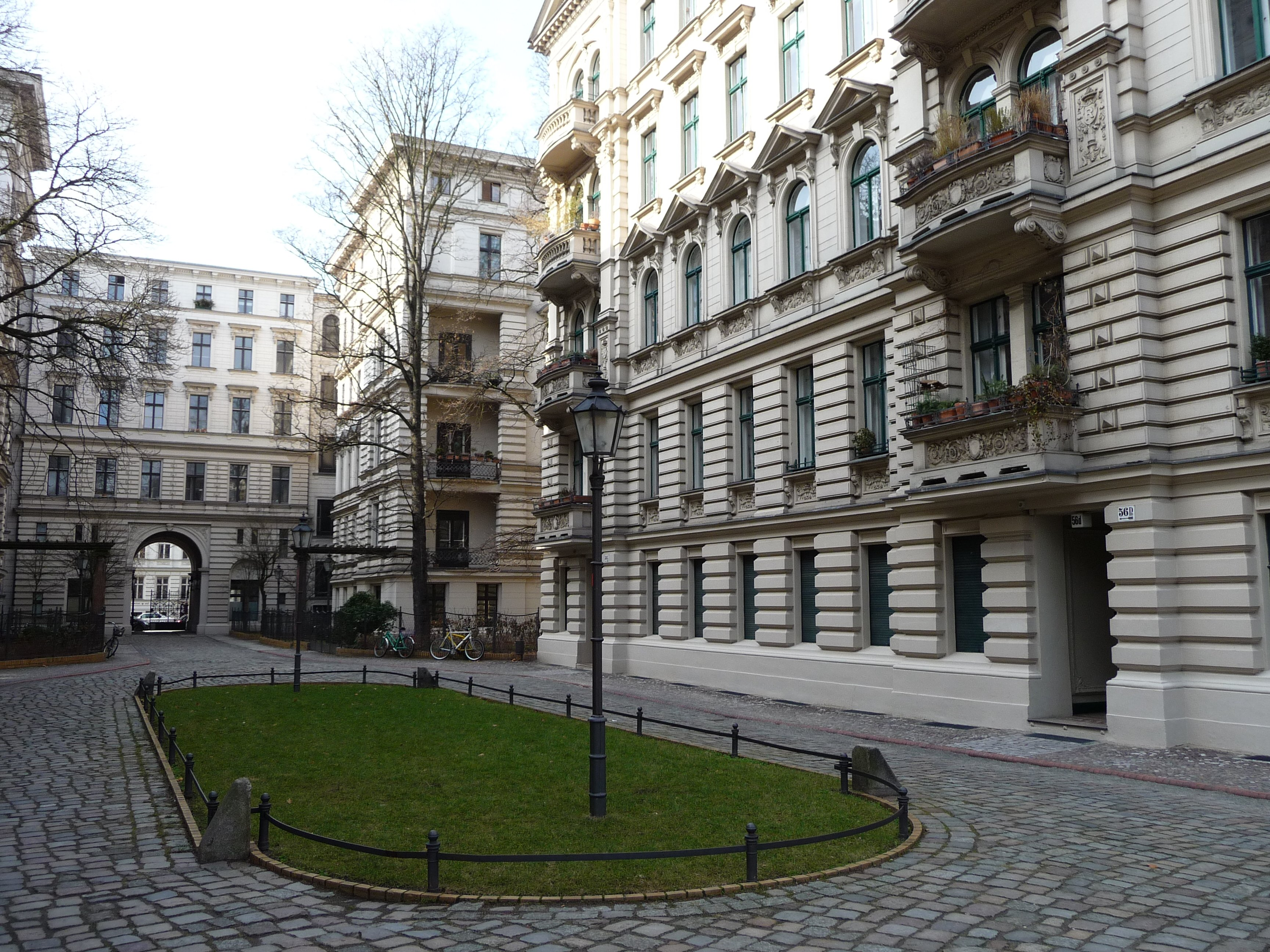
Riehmers Hofgarten im März 2009

Der Stettiner Bahnhof in der Oranienburger Vorstadt ist Dreh- und Angelpunkt des gesamten Filmgeschehens. Dort treffen Karl und Rieke aus dem Umland kommend in Berlin ein und dort endet auch die Serie nach Episode 13. Das Hauptportal des Kopfbahnhofs wurde für etwa 1,5 Millionen DM an der Kanalstraße⊙ in Berlin-Rudow nachgebaut. Seitlich des Vorplatzes ist außerdem der Schriftzug des ehemaligen Hotels Baltic sichtbar. Das Vorbild dieses Gebäudes an der Invalidenstraße steht unter Denkmalschutz. Auf der gegenüberliegenden Seite hatte die Lokalredaktion der Neuen Berliner Zeitung (abgekürzt NBZ, später Das 12 Uhr Blatt) ihren filmischen Sitz.
Um zusätzliche Authentizität zu schaffen, wurde vor dem Portal ein kurzer Gleisabschnitt errichtet, auf dem eine Straßenbahn vorfuhr. In manchen Szenen sind die Liniennummer und die authentische Streckenführung als Anschriften zu erkennen: (2) Kreuzberg–Landsberger Tor–Stettiner Bahnhof–Tiergarten–Schöneberg.
Einige Einstellungen spielen in Riehmers Hofgarten⊙ in der Tempelhofer Vorstadt. Diese in den 1890er Jahren errichtete Mehrfamilienwohnhaus-Bebauung mit Fassaden im Stil der Neorenaissance ist unter anderem Schauplatz in Folge 5, als Karl den Pferdewagen wiederfindet, den seine Widersacher Kiesow und Tischendorf vom Bahnhof entwendet haben.
Nachdem das Unternehmen Siebrecht & Flau gegründet wurde, ziehen Karl, Kalli und die Buschs in die Eichendorffstraße⊙, die genau gegenüber dem Stettiner Bahnhof in die Invalidenstraße mündet.

### Wohnung der Buschs

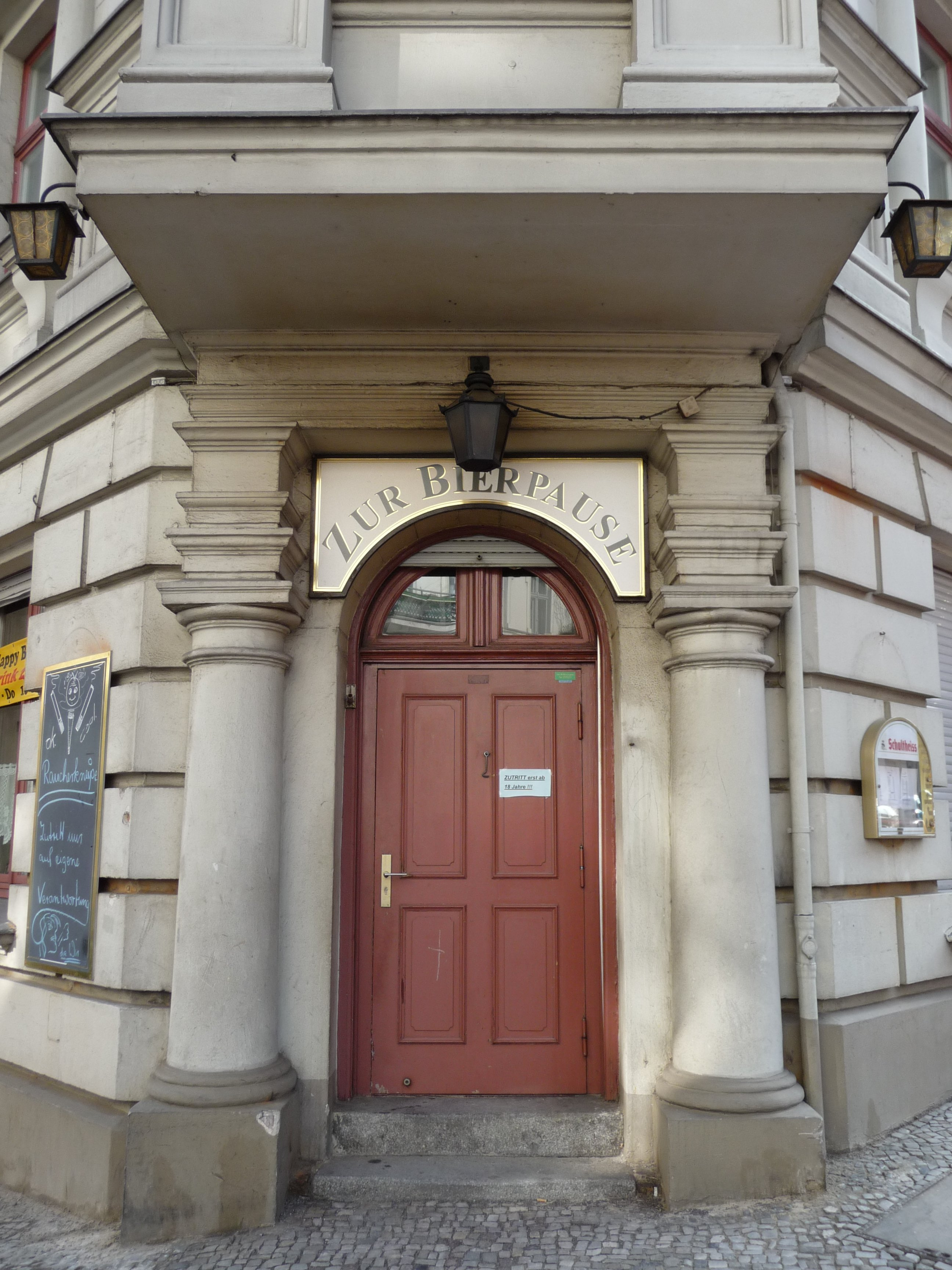
Kneipe Zur Bierpause im März 2009

Im ersten Teil der Handlung lebt Rieke Busch im  Bezirk Wedding zusammen mit Vater und Schwester in einer Wohnung in der Wiesenstraße⊙. Die Filmkneipe Zur Funzel liegt ebenfalls in der Nachbarschaft. Tatsächlich befindet sich die Außenkulisse an der Kreuzung Kloedenstraße und Willibald-Alexis-Straße⊙ in Kreuzberg, dem Eingang der realen Kneipe Zur Bierpause. Ein Hinterhof am selben Ort war auch Schauplatz der ersten Minuten des Spielfilmes Flightplan – Ohne jede Spur aus dem Jahr 2005.
Für Innenaufnahmen einer für den Beginn des 20. Jahrhunderts typischen Berliner Kneipe diente die Gaststätte Wilhelm Hoeck in der Wilmersdorfer Straße⊙ im Ortsteil Charlottenburg als Kulisse.
Zur Nachstellung der winterlichen Atmosphäre in Episode 3 präparierte das Filmteam die Sorauer Straße⊙ in Kreuzberg. Künstliche Schneeberge aus Gips sowie Styropor, Salz und mit Hilfe eines Flugmotors erzeugter Wind sorgten für eine entsprechende visuelle Untermalung, als Karl und Kalli sich das erste Mal begegnen. In einem kostenträchtigen Nachspiel musste die verstopfte Kanalisation von der Berliner Feuerwehr gereinigt werden.

### Fuhrunternehmen von Franz Wagenseil

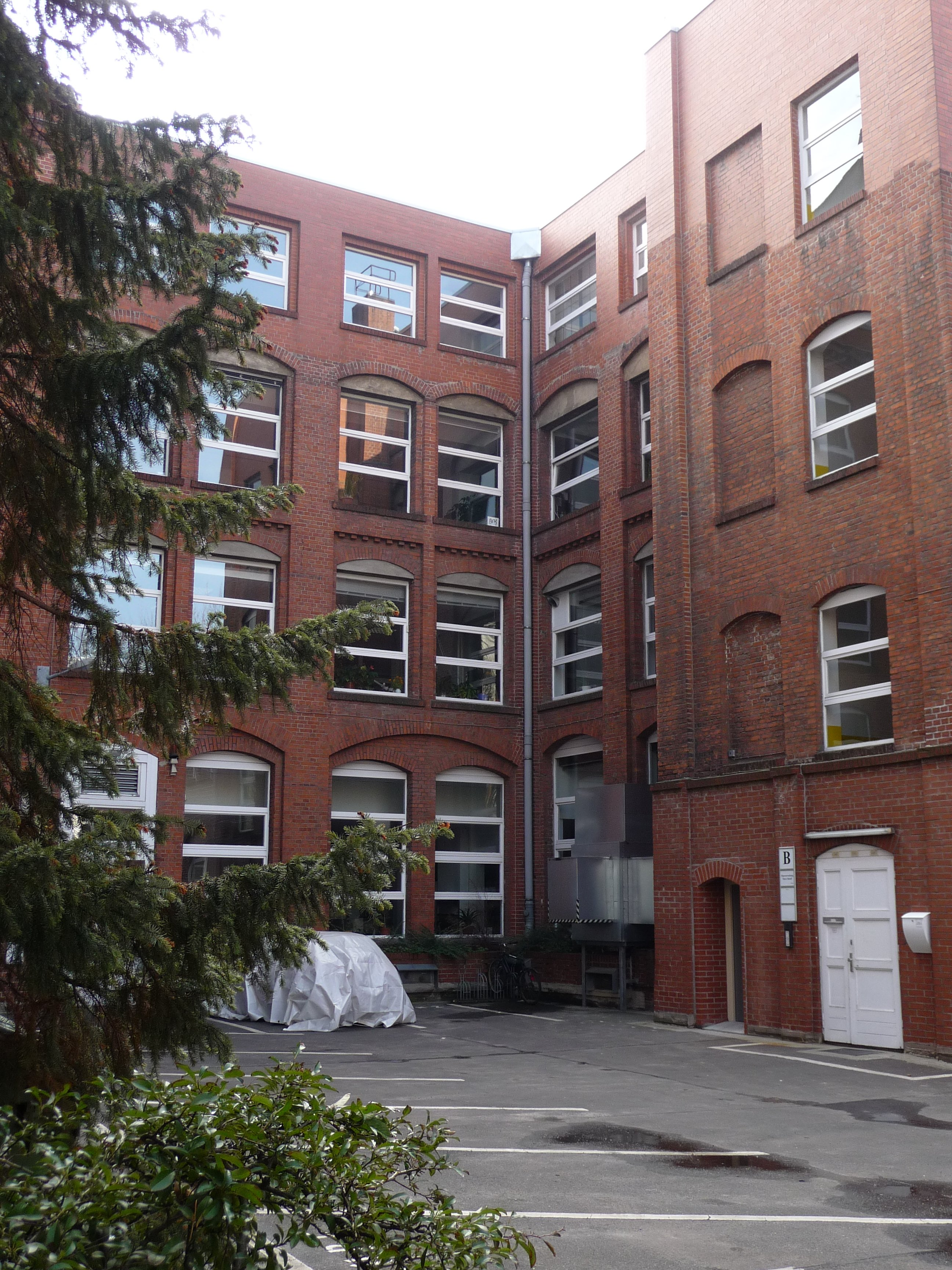
Hof Nostitzstraße 30 (März 2009)

In der Filmhandlung betreibt Franz Wagenseil sein Geschäft an der Frankfurter Allee⊙ in Berlin-Friedrichshain. Tatsächlich wurden die Aufnahmen in einem Hof an der Ecke Nostitzstraße / Arndtstraße⊙ gedreht, der gegenwärtig Parkplatz für mehrere dort ansässige Dienstleistungsunternehmen ist.

### Villa der Gollmers
In der Delbrückstraße⊙ im Ortsteil Grunewald haben Ernst und Ilse Gollmer ihren vornehmen Wohnsitz.

### Tempelhofer Feld
Auf dem Areal des späteren Flughafens Tempelhof⊙ ist der Flugbetrieb von Ernst Gollmer angesiedelt, welcher zum Ende der Handlung von Karl geschäftsführend übernommen wird.

## Produktionsnotizen
Die Koproduktion kostete etwa 10 Millionen DM. Gedreht wurde mit 5000 Komparsen und 250 Schauspielern.
Ursela Monn feierte mit ihrer Darstellung der Rieke den Durchbruch im deutschen Fernsehen. Auch Rainer Hunold hatte als Kalli seinen ersten großen Erfolg. Für die männliche Hauptrolle war zunächst Stephan Schwartz vorgesehen, nach einem Redakteurswechsel fiel die Wahl schließlich auf Mathieu Carrière.
Für das Casting der Hauptrolle wurden neben Carrière über 100 Schauspieler in die Räume der Produktionsgesellschaft in der Leibnizstraße eingeladen. Hunold setzte sich gegen knapp 20 Anwärter auf die Nebenrolle durch. Beide Schauspieler lebten während des Projektes vorübergehend in einer Wohngemeinschaft.
Alexander Welbat und Willi Rose starben wenige Monate nach Ende der Dreharbeiten.
In verschiedenen Folgen waren Darsteller zu sehen, die heute meist nur durch ihre Synchronstimme bekannt sind wie Norbert Langer, Santiago Ziesmer, Uwe Paulsen, Claus Jurichs, Manfred Lehmann oder Eric Vaessen.

## Kritik
„[…] Die ausgefeilte Inszenierung Herbert Ballmanns, die liebevoll ausgepinselten Charaktere und der leicht sozialkritische Touch garantieren mehr als konfektionelle Unterhaltung. Neben Mathieu Carrière in der anspruchsvollen Titelrolle eroberte sich vor allem Ursela Monn als Berliner Göre Rieke die Herzen des Publikums im Sturm.“

„Der Aufwand scheint sich gelohnt zu haben. Selten ist es gelungen, die Atmosphäre eines Romanes so realistisch auf den Film zu übertragen wie in dieser Serie nach Hans Fallada. Alle Schauspieler ließen die Typen auferstehen, die für den Schöpfer kleiner Leute so charakteristisch sind. Herausragend aus der Reihe guter Darsteller: Ursela Monn als Berliner Kodderschnauze Rieke. Die junge Schauspielerin brachte nicht nur ein erfrischend neues Talent mit. Auch Mathieu Carrière traf genau den richtigen Ton.“

„[…] Die Liebe und Sorgfalt, in der hier ein Milieu erstellt wurde, sucht ihresgleichen auf unserem Bildschirm. Ursela Monn faszinierte wieder durch echte unverfälschte Herztöne, verbreitete auf zauberhaft natürliche Weise Rührung, ohne jemals auf die Tränendrüsen zu drücken. Verhalten und mit bewundernswertem Understatement ihr Partner Mathieu Carrière.“

„[…] Es lag wohl an den Romanfiguren und ihren hervorragenden Darstellern, daß man das Schicksal dieser Menschen anteilnehmend miterlebte, als wären es gute alte Bekannte. Mathieu Carrière als Karl Siebrecht, der problematische Titelheld, hart, stolz und verschlossen, ein Mann, der sich nicht helfen lassen will und es seinen Freunden schwer macht, ihn zu verstehen. Die liebenswertesten Gestalten waren Ursela Monn als Rieke Busch, mit der sachlichen Herzlichkeit und dem trockenen Humor einer echten Wedding-Göre, fähig zur Selbstaufopferung und stillem Verzicht, und Rainer Hunold als der treue, redliche Freund Kalli Flau. Daneben gab es eine Menge gut gezeichneter, psychologisch differenzierter Typen aus den verschiedensten Milieus und Gesellschaftsschichten, eine Fülle charakteristischer Episoden von 1907 bis in die Mitte der zwanziger Jahre und zwischendurch einen richtig schönen Kintopp-Krieg mit viel Feuerwerk. In seiner zeitgeschichtlichen und menschlichen Atmosphäre, mit der historischen Echtheit seiner Bauten und Interieurs war dieser Film zweifellos eine der besten und interessantesten Literatur-Adaptionen, die denn auch beim großen Publikum gut angekommen ist.“

## Veröffentlichungen
- Die Fernsehserie ist unter dem Titel Ein Mann will nach oben seit November 2007 erhältlich (Turbine Medien, fünf DVDs).
- Die Titelmusik (Riekes Melodie) ist zusammen mit anderen Fernsehmelodien auf einer CD erschienen (siehe dazu die Diskografie des Komponisten Erich Ferstl).